# Tremblay
Tremblay (bretonisch: Kreneg) ist eine Ortschaft und eine Commune déléguée in der französischen Gemeinde Val-Couesnon mit 1.482 Einwohnern (Stand: 1. Januar 2022) im Département Ille-et-Vilaine in der Region Bretagne. Die Einwohner werden Tremblaisiens genannt.
Die Gemeinde Tremblay wurde am 1. Januar 2019 mit La Fontenelle, Saint-Ouen-la-Rouërie und Antrain zur Commune nouvelle Val-Couesnon zusammengeschlossen. Sie gehörte zum Arrondissement Fougères-Vitré und zum Kanton Antrain.

## Geographie
Tremblay liegt etwa 21 Kilometer westnordwestlich von Fougères. Der Fluss Couesnon bildet die westliche Grenze der Commune déléguée. Umgeben wurde die Gemeinde Tremblay von den Nachbargemeinden Antrain und Saint-Ouen-la-Rouërie im Norden, Coglès im Nordosten, Maen-Roch mit Saint-Brice-en-Coglès im Osten, Saint-Marc-le-Blanc im Südosten, Chauvigné und Romazy im Süden, Rimou im Südwesten, Bazouges-la-Pérouse im Westen sowie La Fontenelle im Nordwesten.

## Bevölkerungsentwicklung
| Jahr                      | 1962  | 1968  | 1975  | 1982  | 1990  | 1999  | 2006  | 2012  |
| Einwohner                 | 1.707 | 1.707 | 1.736 | 1.624 | 1.453 | 1.423 | 1.492 | 1.551 |
| Quelle: Cassini und INSEE |       |       |       |       |       |       |       |       |

## Sehenswürdigkeiten
- Kirche Saint-Martin aus dem 11. Jahrhundert mit Umbauten aus dem 16. und 19. Jahrhundert
- Priorei von La Chattière mit Kapelle, 1186 erwähnt, 1692 wieder errichtet
- Kapelle Notre-Dame in Le Pont de l’Ours
- Kapelle Saint-Aubin-sur-Couasnon, 1186 erbaut, 1672 wieder errichtet, 1869 mit einem Grottenbau beseitigt
- Kapelle Saint-Blaise
- Herrenhaus Le Pontavice aus dem 15. Jahrhundert
- Herrenhaus La Coquillonais aus dem 15. Jahrhundert
- Herrenhaus Les Noyers (auch Nouillé) von 1549
- Rathaus, um 1800 als Pfarrhaus erbaut

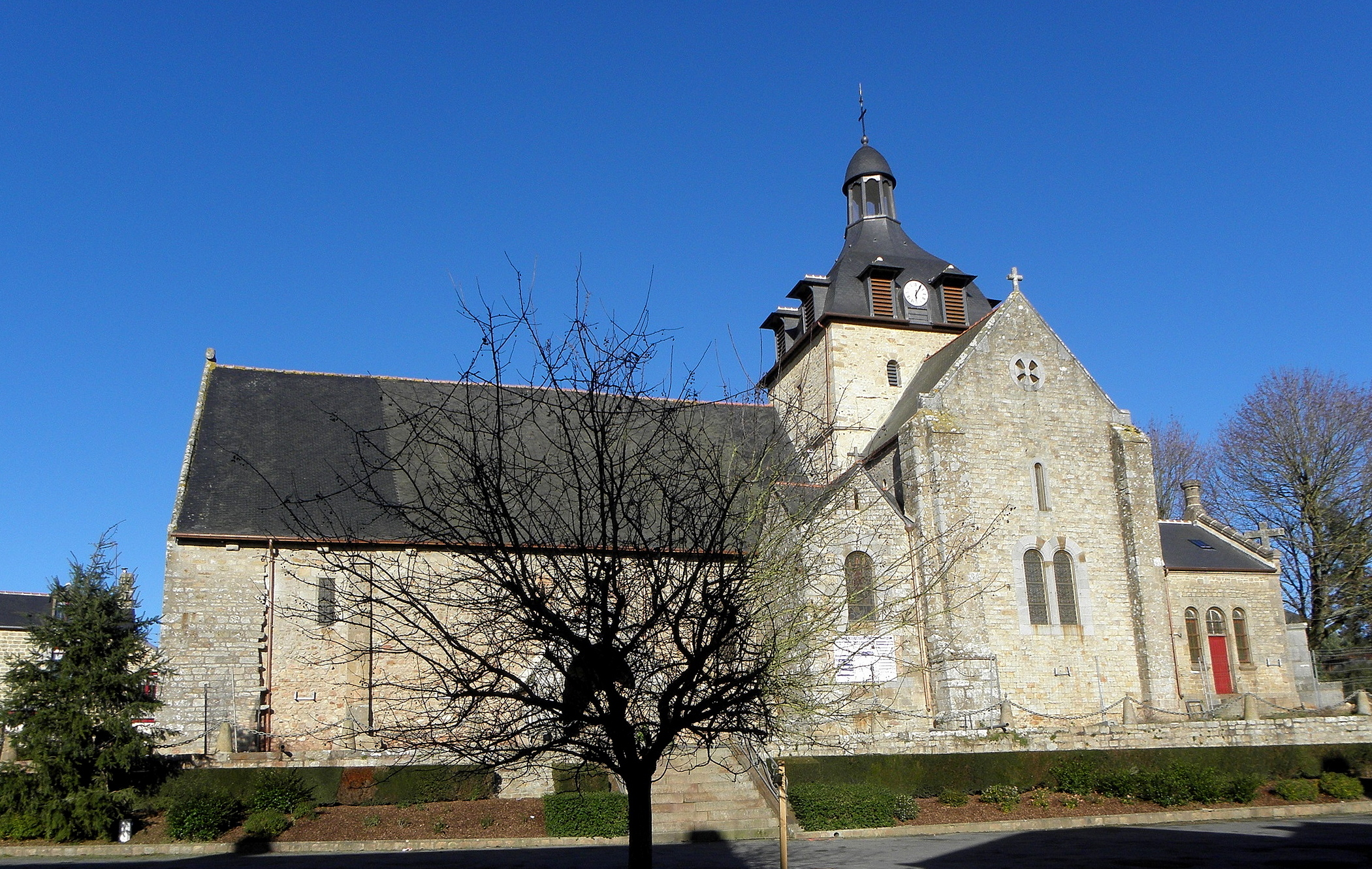
Kirche Saint-Martin

- zahlreiche alte Mühlen

## Persönlichkeiten
- Exupère Joseph Bertin (1712–1781), Arzt und Anatom, Beschreiber der Bertinschen Säulen in den Nieren
- René Desfontaines (1750–1833), Botaniker